# Algrizea
Algrizea, rod grmova i manjeg drveća iz porodice mirtovki (Myrtaceae). Opisan je kao monotipičan 2006. godine otkričem vrste A. macrochlamys na visoravni Chapada Diamantina, u brazilskoj državi Bahia. Godine 2010. otkrivena je u istoj državi druga vrsta, A. minor, s manjim listovima i kaliksom.
Eterično ulje vrste A. minor pokazalo je da djeluje antimikrobno protiv gram-pozitivnih i gram-negativnih bakterija i gljivica.

## Vrste
1. Algrizea macrochlamys (DC.) Proença & NicLugh.
2. Algrizea minor Sobral, Faria & Proença